# Rhynchocyclidae
Los rincocíclidos (Rhynchocyclidae) son una familia de aves paseriformes nativas de la América tropical (Neotrópico), donde se distribuyen desde el sur de México hasta el norte de Argentina. Agrupa a 16 géneros com más de 100 especies situados antes en la familia Tyrannidae y cuya separación ha sido propuesta con base en estudios recientes. Sin embargo, esta separación no ha sido adoptada todavía por las principales clasificaciones.

## Taxonomía
Los amplios estudios genético-moleculares y morfológicos realizados por diversos autores, destacando Tello & Bates (2007) y Tello et al. (2009), descubrieron una cantidad de relaciones novedosas dentro de la familia Tyrannidae que todavía no están reflejados en la mayoría de las clasificaciones. Siguiendo estos estudios, Ohlson et al. (2013) propusieron dividir Tyrannidae en 5 familias, entre las cuales Rhynchocyclidae, por su vez dividida en 3 clados (subfamilias) bien caracterizados filogenéticamente, agrupando a numerosos géneros. El Comité Brasileño de Registros Ornitológicos (CBRO) adopta dicha familia, mientras el South American Classification Committee (SACC) aguarda propuestas para analisar los cambios.

## Lista sistemática de subfamilias y géneros
Según Ohlson et al. 2013, agruparía a las siguientes subfamilias y géneros:

### SubfamiliaPipromorphinae

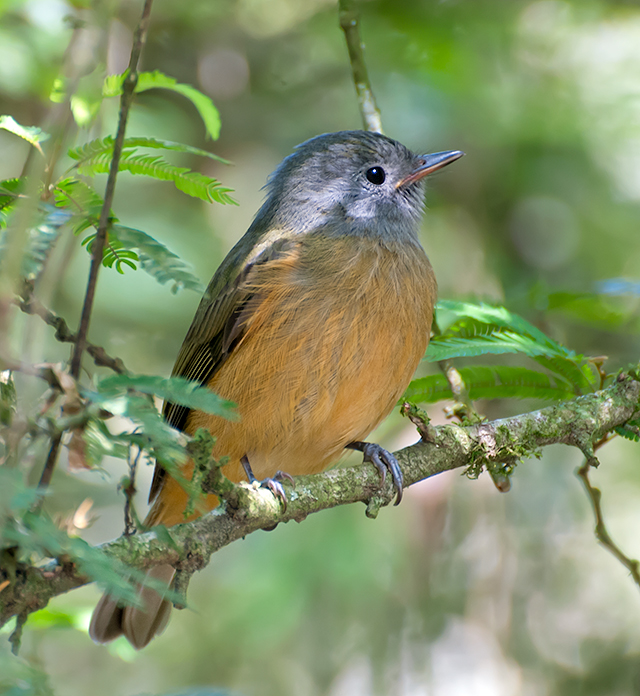
Mionectes rufiventris

Propuesta por Wolters, 1977. La composición de este clado está muy bien soportada por datos genético-moleculares:
- Mionectes
- Leptopogon
- Pseudotriccus
- Corythopis
- Phylloscartes (incluyendo Pogonotriccus)

### SubfamiliaRhynchocyclinae

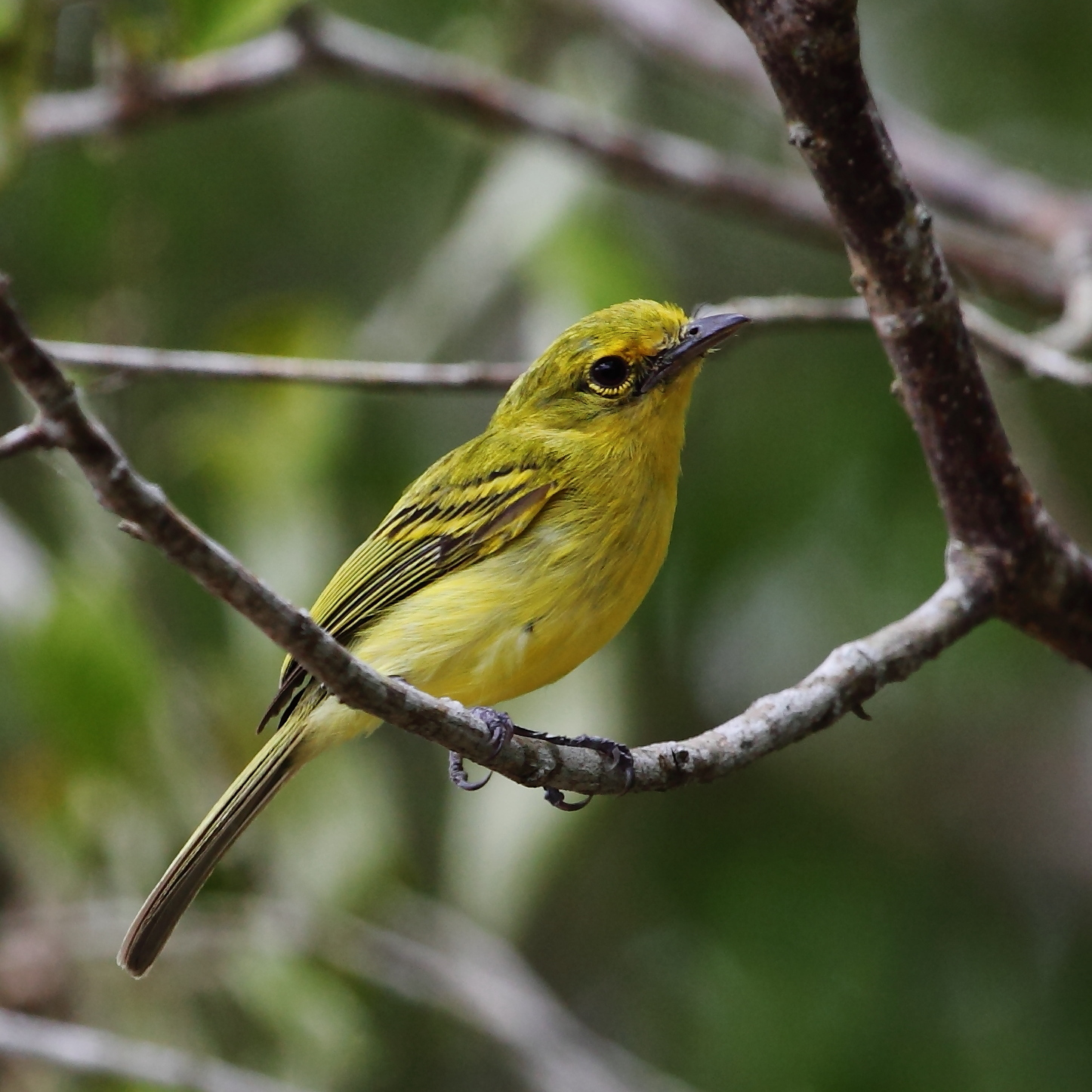
Tolmomyias flaviventris

Propuesta por Berlepsch, 1907. La composición de este clado está muy bien soportada por datos genético-moleculares, por la morfología externa y de la siringe y por la estructura del nido:
- Rhynchocyclus
- Tolmomyias

### SubfamiliaTodirostrinae

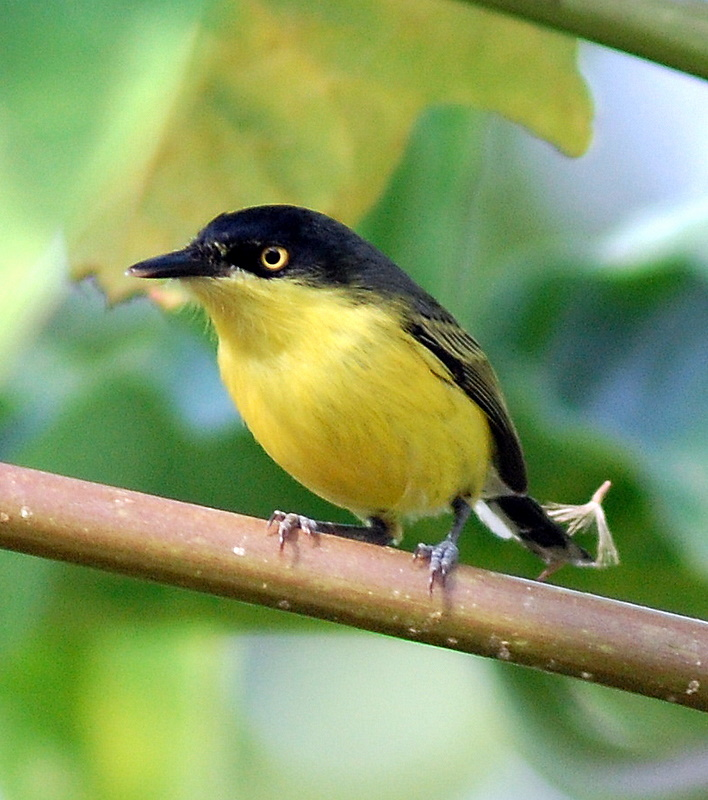
Todirostrum cinereum

Recientemente propuesta por Tello, Moyle, Marchese & Cracraft, 2009. La composición de este clado está muy bien soportada por datos genético-moleculares y por dos características exclusivas de la siringe: una placa cartilaginosa bronquial y una delicada cartilaje interna. Los géneros Taeniotriccus y Cnipodectes están incluidos aquí sedis mutabilis, o sea con ligera incerteza debido a datos no conclusivos.
- Taeniotriccus
- Cnipodectes
- Todirostrum
- Poecilotriccus
- Myiornis
- Hemitriccus
- Atalotriccus
- Lophotriccus
- Oncostoma

### Cladograma propuesto para la familia Rhynchocyclidae
De acuerdo a Ohlson et al. 2013, queda así definida la posición y composición de la familia:
|                 | Oxyruncidae |
|                 | |
|                 | Onychorhynchidae |
|                 | |
|                 | Tityridae |
|                 | |
|                 | Pipritidae |
|                 | |
|                 | Platyrinchidae |
|                 | |
|                 | Tachurisidae |
|                 | |
| Rhynchocyclidae | \| \| Pipromorphinae: Mionectes, Leptopogon, Pseudotriccus, Corythopis, Phylloscartes (con Pogonotriccus) \| \| \| \| \| \| Rhynchocyclinae: Rhynchocyclus, Tolmomyias \| \| \| \| \| \| Todirostrinae: Taeniotriccus, Cnipodectes, Todirostrum, Poecilotriccus, Myiornis, Hemitriccus, Atalotriccus, Lophotriccus, Oncostoma \| \| \| \| |
|                 | \| \| Pipromorphinae: Mionectes, Leptopogon, Pseudotriccus, Corythopis, Phylloscartes (con Pogonotriccus) \| \| \| \| \| \| Rhynchocyclinae: Rhynchocyclus, Tolmomyias \| \| \| \| \| \| Todirostrinae: Taeniotriccus, Cnipodectes, Todirostrum, Poecilotriccus, Myiornis, Hemitriccus, Atalotriccus, Lophotriccus, Oncostoma \| \| \| \| |
|                 | Tyrannidae |
|                 | |
|                 | Pipromorphinae: Mionectes, Leptopogon, Pseudotriccus, Corythopis, Phylloscartes (con Pogonotriccus) |
|                 | |
|                 | Rhynchocyclinae: Rhynchocyclus, Tolmomyias |
|                 | |
|                 | Todirostrinae: Taeniotriccus, Cnipodectes, Todirostrum, Poecilotriccus, Myiornis, Hemitriccus, Atalotriccus, Lophotriccus, Oncostoma |
|                 | |

|  | Pipromorphinae: Mionectes, Leptopogon, Pseudotriccus, Corythopis, Phylloscartes (con Pogonotriccus)                                  |
|  | |
|  | Rhynchocyclinae: Rhynchocyclus, Tolmomyias                                                                                           |
|  | |
|  | Todirostrinae: Taeniotriccus, Cnipodectes, Todirostrum, Poecilotriccus, Myiornis, Hemitriccus, Atalotriccus, Lophotriccus, Oncostoma |
|  | |

|                 | Oxyruncidae |
|                 | |
|                 | Onychorhynchidae |
|                 | |
|                 | Tityridae |
|                 | |
|                 | Pipritidae |
|                 | |
|                 | Platyrinchidae |
|                 | |
|                 | Tachurisidae |
|                 | |
| Rhynchocyclidae | \| \| Pipromorphinae: Mionectes, Leptopogon, Pseudotriccus, Corythopis, Phylloscartes (con Pogonotriccus) \| \| \| \| \| \| Rhynchocyclinae: Rhynchocyclus, Tolmomyias \| \| \| \| \| \| Todirostrinae: Taeniotriccus, Cnipodectes, Todirostrum, Poecilotriccus, Myiornis, Hemitriccus, Atalotriccus, Lophotriccus, Oncostoma \| \| \| \| |
|                 | \| \| Pipromorphinae: Mionectes, Leptopogon, Pseudotriccus, Corythopis, Phylloscartes (con Pogonotriccus) \| \| \| \| \| \| Rhynchocyclinae: Rhynchocyclus, Tolmomyias \| \| \| \| \| \| Todirostrinae: Taeniotriccus, Cnipodectes, Todirostrum, Poecilotriccus, Myiornis, Hemitriccus, Atalotriccus, Lophotriccus, Oncostoma \| \| \| \| |
|                 | Tyrannidae |
|                 | |
|                 | Pipromorphinae: Mionectes, Leptopogon, Pseudotriccus, Corythopis, Phylloscartes (con Pogonotriccus) |
|                 | |
|                 | Rhynchocyclinae: Rhynchocyclus, Tolmomyias |
|                 | |
|                 | Todirostrinae: Taeniotriccus, Cnipodectes, Todirostrum, Poecilotriccus, Myiornis, Hemitriccus, Atalotriccus, Lophotriccus, Oncostoma |
|                 | |

|  | Pipromorphinae: Mionectes, Leptopogon, Pseudotriccus, Corythopis, Phylloscartes (con Pogonotriccus)                                  |
|  | |
|  | Rhynchocyclinae: Rhynchocyclus, Tolmomyias                                                                                           |
|  | |
|  | Todirostrinae: Taeniotriccus, Cnipodectes, Todirostrum, Poecilotriccus, Myiornis, Hemitriccus, Atalotriccus, Lophotriccus, Oncostoma |
|  | |